# Gymnastique rythmique aux Jeux méditerranéens de 2018
Navigation
Mersin 2013
Les épreuves de gymnastique rythmique des Jeux méditerranéens de 2018 ont lieu à Tarragone, en Espagne, du 29 au 30 juin 2018.

## Podiums
| Épreuves                   | Or                             | Argent                | Bronze                   |
| -------------------------- | ------------------------------ | --------------------- | ------------------------ |
| Concours individuel femmes | Alexandra Agiurgiuculese (ITA) | Eleni Kelaiditi (GRE) | Milena Baldassarri (ITA) |

## Tableau des médailles
Légende
 *  Pays organisateur
| Rang  | Nation | Or | Argent | Bronze | Total |
| ----- | ------ | -- | ------ | ------ | ----- |
| 1     | Italie | 1  | 0      | 1      | 2     |
| 2     | Grèce  | 0  | 1      | 0      | 1     |
| Total | Total  | 1  | 1      | 1      | 3     |